# ذلب ليبيري
ذلب ليبيري (الاسم العلمي:Sansevieria liberica) هو نوع من النباتات يتبع جنس الذلب من الفصيلة الهليونية.